# Железари (Хасковська область)
Железа́ри (болг. Железари) — село в Хасковській області Болгарії. Входить до складу общини Івайловград.

## Населення
За даними перепису населення 2011 року у селі проживали 39 осіб, усі — болгари.
Розподіл населення за віком у 2011 році:
Динаміка населення: